# Chypre aux Jeux olympiques d'été de 2012

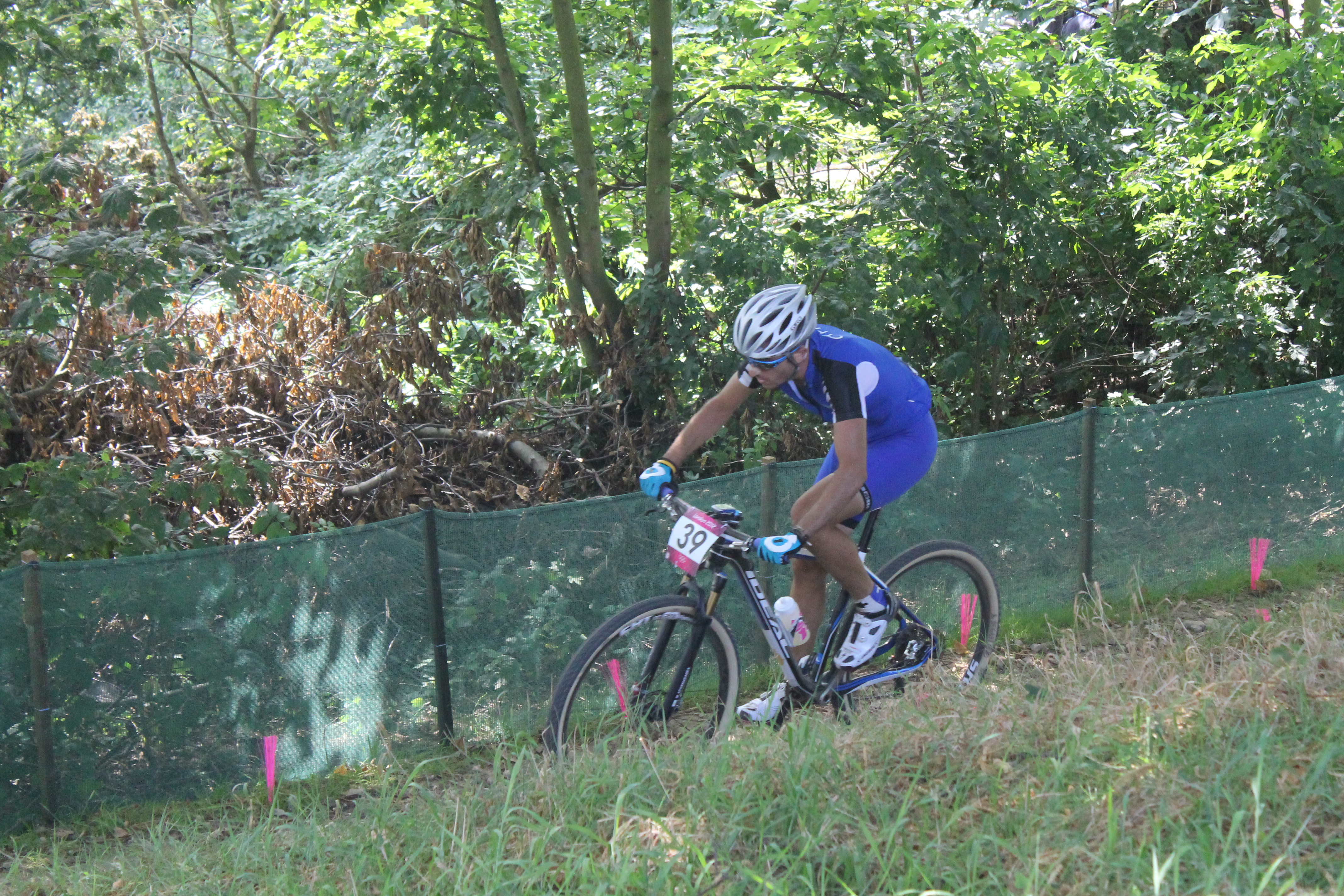
Mários Athanasiádis pendant l'épreuve olympique

Chypre participe aux Jeux olympiques d'été de 2012 à Londres au Royaume-Uni du 27 juillet au 12 août 2012. Il s'agit de sa 9e participation à des Jeux olympiques d'été.

## Médaillés
| Médaille | Nom             | Sport | Compétition  | Date   |
| -------- | --------------- | ----- | ------------ | ------ |
| Argent   | Pávlos Kontídis | Voile | Laser hommes | 6 août |

## Cyclisme

### VTT
| Athlète             | Compétition              | Temps | Rang |
| ------------------- | ------------------------ | ----- | ---- |
| Mários Athanasiádis | Cross-country VTT hommes |       |      |

## Gymnastique

### Rythmique
| Athlète                | Compétition | Qualification | Qualification | Qualification | Qualification | Qualification | Qualification | Finale  | Finale | Finale | Finale | Finale | Finale |
| Athlète                | Compétition | Cerceau       | Ballon        | Massue        | Ruban         | Total         | Rang          | Cerceau | Ballon | Massue | Ruban  | Total  | Rang   |
| ---------------------- | ----------- | ------------- | ------------- | ------------- | ------------- | ------------- | ------------- | ------- | ------ | ------ | ------ | ------ | ------ |
| Chrystalleni Trikomiti | Individuel  |               |               |               |               |               |               |         |        |        |        |        |        |

## Tennis
| Athlète          | 1/32 de finale      | 1/16 de finale      | 1/8 de finale        | Quarts de finale    | Demi-finales        | Match pour la médaille de bronze | Finale              |
| Athlète          | Adversaire Résultat | Adversaire Résultat | Adversaire Résultat  | Adversaire Résultat | Adversaire Résultat | Adversaire Résultat              | Adversaire Résultat |
| ---------------- | ------------------- | ------------------- | -------------------- | ------------------- | ------------------- | -------------------------------- | ------------------- |
| Márcos Baghdatís | Soeda 6-7, 7-6, 6-2 | Gasquet 6-4, 6-4    | Murray 6-4, 1-6, 4-6 | –                   | –                   | –                                | –                   |

## Tir
Hommes
| Athlète           | Compétition | Qualification | Qualification | Finale | Finale |
| Athlète           | Compétition | Points        | Rang          | Points | Rang   |
| ----------------- | ----------- | ------------- | ------------- | ------ | ------ |
| Yórgos Achilléos  | Skeet       | 118           | 11e           | NC     | NC     |
| Antonakis Andreou | Skeet       | 115           | 22e           | NC     | NC     |

Femmes
| Athlète           | Compétition | Qualification | Qualification | Finale | Finale |
| Athlète           | Compétition | Points        | Rang          | Points | Rang   |
| ----------------- | ----------- | ------------- | ------------- | ------ | ------ |
| Panagiota Andreou | Skeet       | 57            | 16e           | NC     | NC     |

## Voile
| Athlète(s)       | Compétition | Régate 1 | Régate 2 | Régate 3 | Régate 4 | Régate 5 | Régate 6 | Régate 7 | Régate 8 | Régate 9 | Régate 10 | Total net | Total net | Medal Race | Total | Rang                               |
| Athlète(s)       | Compétition | Score    | Score    | Score    | Score    | Score    | Score    | Score    | Score    | Score    | Score     | Score     | Rang      | Score      | Total | Rang                               |
| ---------------- | ----------- | -------- | -------- | -------- | -------- | -------- | -------- | -------- | -------- | -------- | --------- | --------- | --------- | ---------- | ----- | ---------------------------------- |
| Andreas Cariolou | RS:X        | 13       | 26       | 10       | 27       | 11       | 30       | 16       | 12       | 12       | 23        | 150       | 17e       |            | 150   | 17e                                |
| Pávlos Kontídis  | Laser       | 9        | 4        | 1        | 1        | 2        | 4        | 12       | 7        | 7        | 4         | 39        | 2e        | 20         | 59    | Médaille d'argent, Jeux olympiques |